# Kachnička (rod)
Kachnička je český rodový název pro následující rody kachen (Anatinae):
- Aix
  - Aix galericulata (Linnaeus, 1758) - kachnička mandarínská
  - Aix sponsa (Linnaeus, 1758) - kachnička karolínská
- Amazonetta
  - Amazonetta brasiliensis (J. F. Gmelin, 1789) - kachnička amazonská (= kachnička brazilská nebo kachnička rudonohá)
- Callonetta
  - Callonetta leucophrys (Vieillot, 1816) - kachnička šedoboká
- Chenonetta
  - Chenonetta finschi (van Beneden, 1875)† - kachnička novozélandská
  - Chenonetta jubata (Latham, 1802) - kachnička hřívnatá
- Nettapus
  - Nettapus auritus (Boddaert, 1783) - kachnička pestrá
  - Nettapus coromandelianus (J. F. Gmelin, 1789) - kachnička obojková
  - Nettapus pulchellus Gould, 1842 - kachnička vlnkovaná

Kachnička kaštanová je alternativní označení pro čírku kaštanovou (Anas castanea Eyton, 1838).